# Светлянское (сельское поселение)
Светлянское — упразднённое муниципальное образование со статусом сельского поселения в Воткинском районе Удмуртии Российской Федерации. С 2021 года имеет статус муниципального округа.
Административный центр — село Светлое.
25 июня 2021 года упразднено в связи с преобразованием муниципального района в муниципальный округ.

## История
Статус и границы сельского поселения установлены Законом Удмуртской Республики от 16 ноября 2004 года № 63-РЗ «Об установлении границ муниципальных образований и наделении соответствующим статусом муниципальных образований на территории Воткинского района Удмуртской Республики».

## Население
| 2010  | 2012  | 2013  | 2014  | 2015  | 2016  | 2017  |
| ----- | ----- | ----- | ----- | ----- | ----- | ----- |
| 2260  | ↘2199 | ↘2158 | ↘2079 | ↘2065 | ↘2049 | ↗2057 |
| 2018  | 2019  | 2020  |       |       |       |       |
| ↘2034 | ↗2040 | ↘2008 |       |       |       |       |

## Состав сельского поселения
| № | Населённый пункт | Тип населённого пункта       | Население |
| - | ---------------- | ---------------------------- | --------- |
| 1 | Владимировский   | починок                      | ↘14       |
| 2 | Красный Север    | выселок                      | ↘9        |
| 3 | Кудрино          | деревня                      | ↘446      |
| 4 | Курочкино        | починок                      | ↘7        |
| 5 | Светлое          | село, административный центр | ↗1046     |
| 6 | Светлянский      | починок                      | ↘4        |
| 7 | Филиппово        | починок                      | →0        |
| 8 | Чёрная           | деревня                      | ↘524      |
| 9 | Чёрный Ключ      | деревня                      | ↗149      |